# کاپا (فارا)

کاپا شهری در شهرستان فارا در استان باله در بورکینافاسوی جنوبی است و جمعیت آن ۲۴۶ نفر است.